# Chiesa del Santissimo Crocifisso (Todi)
La chiesa del Santissimo Crocifisso si trova a di Todi, in Provincia di Perugia, fuori dalle mura della città, nei pressi di Porta Romana.

## Storia
Inizialmente in loco era presente una Maestà con un'immagine del crocifisso (da cui il nome), ma venne chiamata anche "delle Forche" perché nel Medioevo, nei pressi della chiesa si trovavano delle forche per le condanne a morte.
La devozione per la Maestà del Crocifisso aumentò di importanza, la curia ordinò la rimozione del patibolo e la costruzione di una chiesa, iniziata nel 1587 grazie alle generose offerte dei pellegrini. Promotore dell'iniziativa fu il vescovo Angelo Cesi, lo stesso che il 3 maggio 1591 presenziò la cerimonia della posa della prima pietra.
Dopo varie modifiche del progetto iniziale approntato dall'architetto perugino Valentino Martelli, si passò dall'originale pianta circolare a quella attuale a croce greca (progetto dell'architetto milanese Domenico Bianchi) con sopraelevazione a tamburo a tetto rotondo culminante con una piccola lanterna. Dal 1594 i lavori vennero diretti dall'orvietano Ippolito Scalza e successivamente sospesi nel 1610. La copertura fu possibile solo nel 1740, dopo la ripresa dei lavori.

## Descrizione
L'aspetto esterno della chiesa è quello classico del romanico rurale umbro. La pianta è a croce greca con cupola, non conforme al progetto originario. Il laterizio si armonizza elegantemente con pietra locale adoperata nelle decorazioni interne ed esterne. I quattro bracci esterni si elevano con classica linearità, divisi in due piani da una ricca trabeazione. Lo spazio libero che circonda il tempio ne evidenzia fortemente la mole architettonica.
Al suo interno sono presenti tele del XVII secolo di Giovanni Baglione e di Andrea Polinori (la Pietà e il Crocifisso e la Maddalena, del 1640).